# 米哈伊尔·格林卡
米哈伊尔·伊万诺维奇·格林卡（俄语：Михаи́л Ива́нович Гли́нка，羅馬化：Mikhail Ivanovich Glinka，1804年6月1日—1857年2月15日），又譯葛令卡，第一个获得广泛声誉的俄国作曲家，对后来的俄罗斯音乐创作特别是对俄国浪漫樂派强力集团有重要影响，被誉为俄国交响乐的奠基人。曾经的俄罗斯国歌《爱国歌》即是格林卡的作品。

## 生平

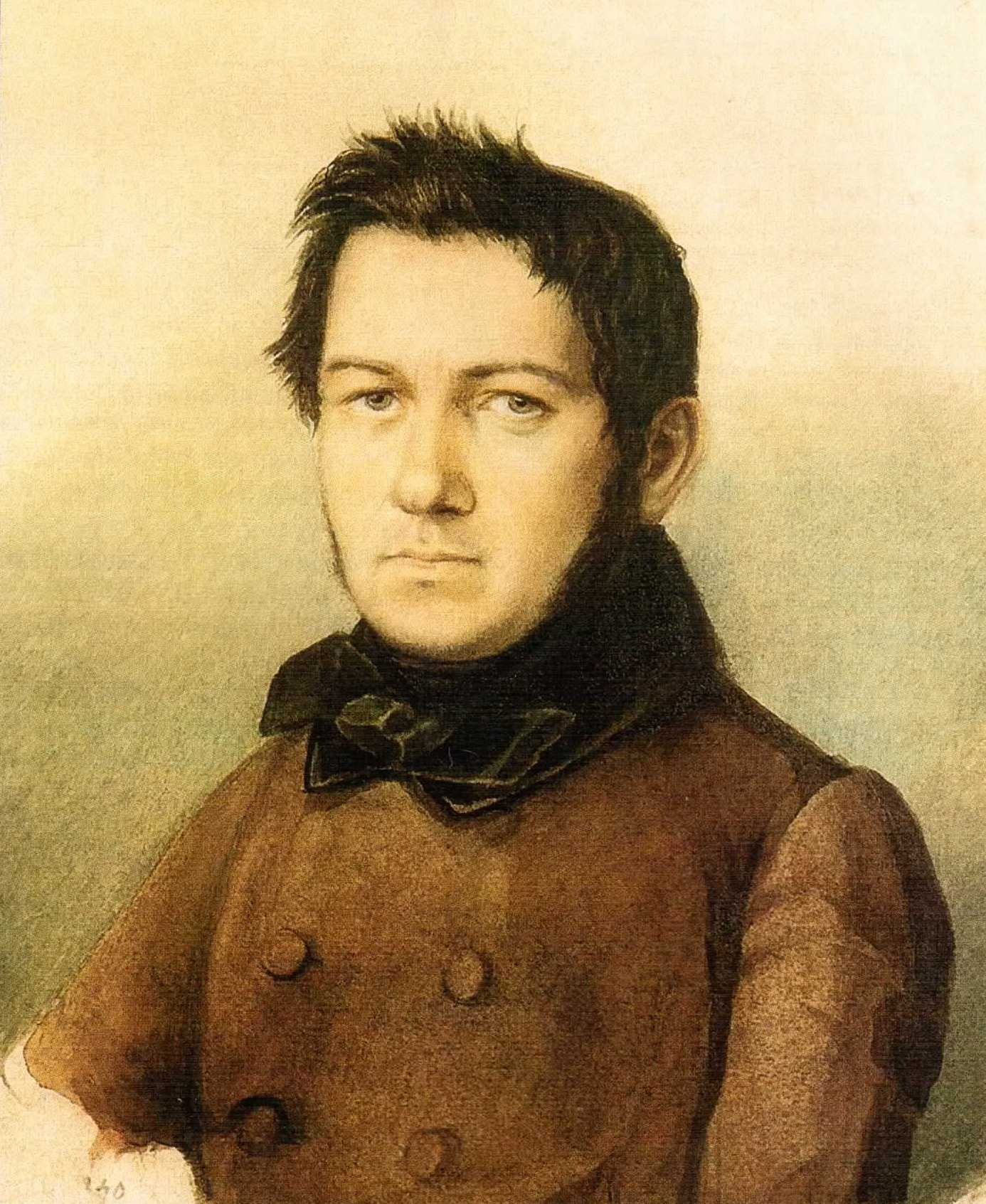
卡尔·布留洛夫画的格林卡, 1840年

格林卡出生于一个地主家庭，早年曾参加过家中的农奴乐队，掌握了小提琴演奏和许多民歌。1818～1822 年,他到圣彼得堡贵族寄宿学校学习。1824年，他到交通部任职，但后来决定从事音乐事业。1830年到意大利深造，主要学习了歌剧的创作。出国期间他创作了《悲怆三重奏》、《降E大调六重奏》、浪漫曲《威尼斯之夜》、《胜利者》等作品。
1834年回国，写出成名作《伊凡·苏萨宁》（公演时尼古拉一世曾下旨更名为《为沙皇献身》，十月革命后恢复原名，并由苏联诗人戈罗杰茨基于1939年将剧本修订为现时通行版本），取材于1612年波兰入侵俄国时，农民苏萨宁被迫为敌军带路而将敌军引入冰雪丛林，与敌同归于尽的故事，音乐富于民族风格，是俄国第一部民族歌剧。
1837-1839年在宫廷任职，1844年再次出国。1847年回国，次年写出《卡玛林斯卡亚幻想曲》，1856年第三次出国，次年死于柏林。

## 音乐
格林卡的创作极其丰富，他最大的贡献是创造了俄罗斯古典歌剧。他的早期创作主要受德奥古典主义和意大利歌剧的影响，30年代后，开始注意在作品中采用民族元素。其优秀作品具有风格朴素，民族气息浓厚，旋律通俗优美，色彩明快的特点，被誉为俄罗斯民族乐派的奠基人。